# Комары жгучие

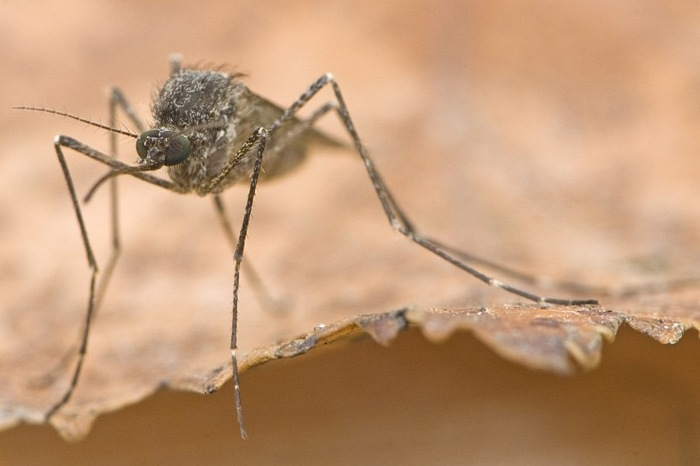
Culiseta alaskaensis

Комары жгучие (лат. Culiseta) — род двукрылых насекомых семейства кровососущих комаров. 

## Описание
Взрослые комары характеризуются наличием дыхальцевых щетинок. У личинок пучки волосков на сифоне помещаются у его основания. В ископаемом состоянии род Culiseta известен с эоцена.

## Систематика
В составе рода:
- Комар жгучий или комар аляскинский[4] Culiseta alaskaensis Ludlow, 1906
- Culiseta amurensis Maslov, 1964
- Culiseta annulata Schrank, 1776
- Culiseta antipodea Dobrotworsky, 1962
- Culiseta arenivaga Marks, 1968
- Culiseta atlantica Edwards, 1932
- Culiseta atra Lee, 1944
- Culiseta atritarsalis Dobrotworsky, 1954
- Culiseta bergrothi Edwards, 1921
- Culiseta drummondi Dobrotworsky, 1960
- Culiseta fraseri Edwards, 1914
- Culiseta frenchii Theobald, 1901
- Culiseta fumipennis Stephens, 1825
- Culiseta glaphyroptera Schiner, 1864
- Culiseta hilli Edwards, 1926
- Culiseta impatiens Walker, 1848
- Culiseta incidens Thomson, 1869
- Culiseta inconspicua Lee, 1937
- Culiseta indica Edwards, 1920
- Culiseta inornata Williston, 1893
- Culiseta litorea Shute, 1928
- Culiseta littleri Taylor, 1914
- Culiseta longiareolata Macquart, 1838
- Culiseta marchettei Garcia & Jeffery, 1969
- Culiseta megaloba Luh, 1974
- Culiseta melanura Coquillett, 1902
- Culiseta minnesotae Barr, 1957
- Culiseta morsitans Theobald, 1901
- Culiseta nipponica LaCasse & Yamaguti, 1950
- Culiseta niveitaeniata Theobald, 1907
- Culiseta novaezealandiae Pillai, 1966
- Culiseta ochroptera Peus, 1935
- Culiseta otwayensis Dobrotworsky, 1960
- Culiseta particeps Adams, 1903
- Culiseta silvestris Shingarev, 1928
- Culiseta subochrea Edwards, 1921
- Culiseta sylvanensis Dobrotworsky, 1960
- Culiseta tonnoiri Edwards, 1925
- Culiseta victoriensis Dobrotworsky, 1954
- Culiseta weindorferi Edwards, 1926

## Распространение
Встречаются преимущественно в районах умеренного климата Палеарктики и Неарктики.